# Hor Ptič
Hor Ptič je Horovo ime egipčanskega kralja, ki je vladal nekaj časa med Prvo in Drugo egipčansko dinastijo.

## Ime
Hora Ptiča omenja zelo malo zanesljivih virov. Prvi znani dokaz za njegov obstoj je morda serek z grobo narisanim sokolom, ki ga je odkril F. Petrie v Kaajevi grobnici v Abidu. Drug, bolj čitljiv napis, vsebuje serek s ptičem, ki so ga odkrili na fragmentu posode P.D. IV št.108 v Džoserjevem piramidnem kompleksu v Sakari. Hor Ptič je morda omenjen tudi na vazi iz skrilavca P.D. IV št. 97 iz istega piramidnega kompleksa.
Ker je hieroglif napisan zelo površno, je morebitno pravilno branje imena nezanesljivo. Nekateri egiptologi, med njimi Wolfgang Helck in Peter Kaplony, v ptiču vidijo gos in ime berejo Sa, kar bi pomenilo Horov sin, ali Geb(eb), kar bi pomenilo Horov dedič.   Nabil Swelim v ptiču vidi štorkljo in ime bere kot Ba, kar pomeni Horova duša.

## Identiteta
O kralju Horu Ptiču je zelo malo znanega. Nekaj arheoloških najdb kaže, da je med Kaajem in Hotepsekemvijem vladal eden ali več enodnevnih kraljev, med katerimi bi lahko bil tudi Hor Ptič. 
Egiptologi, med njimi Černý in Peter Kaplony, domnevajo, da je Hor Ptič morda istoveten s skopo dokazanim kraljem Hor Bajem. Slednji je svoje ime pisal z znakom za nogo ali nogo in ovnom, ki se bere Ba. Černý in Kaplony menita, da je ptič v sereku Hora Ptiča gos, ki se tudi transkribira kot Ba. V tem primeru bi Hor-Ba in Hor Ptič lahko bila ista zgodovinska oseba. Njuna teorija ni enoglasno sprejeta, ker prisotnost sereka Hora Ptiča v Kaajevi grobnici bolj kaže na medvladje s Horom Ptičem med Prvo in Drugo egipčansko dinastijo.
Mesto pokopa Hora Ptiča ni znano.